# Alessandri

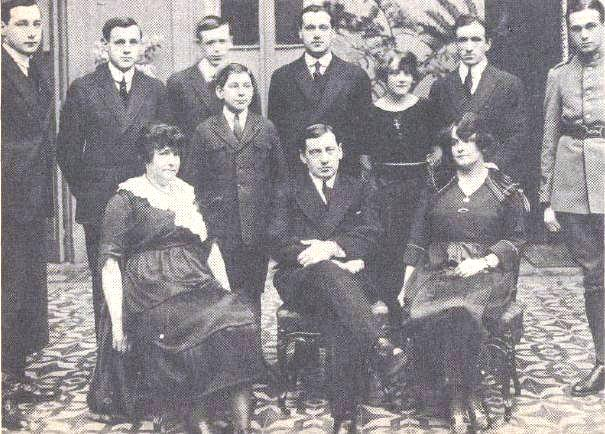
De familie Alessandri in 1920

Het Chileense geslacht Alessandri stamt oorspronkelijk uit Italië.
Pietro Alessandri Tarzi vestigde zich in de negentiende eeuw in Zuid-Amerika (aanvankelijk in Buenos Aires, Argentinië) en werd in 1842 Chileens staatsburger. Hij was een zakenman en grondbezitter en diplomatiek vertegenwoordiger van het Koninkrijk Piëmont-Sardinië. Hij was getrouwd met  Carmen Vargas Baquedano. Uit dit huwelijk kwamen enkele kinderen voort, w.o. Pedro Alessandri Vargas (1826-1877) die in 1857 trouwde met Susana Palma Guzmán. Pedro wijdde zich met name aan de landbouw en stichtte de hacienda Longaví en leidde een teruggetrokken bestaan. Hij kreeg vier kinderen, van wie de tweede, Arturo (1868-1950), de voornaamste was. Hij was van 1920 tot 1925 en van 1932 tot 1938 president van Chili. Zijn nakomelingen bekleedden belangrijke functies in het openbare leven.
1. Pietro Alessandri Tarzi
  1. Pedro Alessandri Vargas
    1. José Pedro Alessandri Palma (1864-1923), politicus en zakenman, senator
    2. Arturo Alessandri Palma (1868-1950), minister, president van Chili 1920-1925, 1932-1938
      1. Arturo Alessandri Rodríguez (1895-1975), advocaat, rechtsgeleerde, hoogleraar
        1. Arturo Alessandri Besa (*1923), presidentskandidaat 1993, senator

      2. Jorge Alessandri Rodríguez (1896-1986), minister, president van Chili 1958-1964, presidentskandidaat 1970
      3. Fernando Alessandri Rodríguez (1897-1982), presidentskandidaat 1946, senator, voorzitter Senaat
      4. Hernán Alessandri Rodríguez (1900-1982), doctor, medicus, hoogleraar
        1. Silvia Alessandri Montes (*1927), politica, afgevaardigde 1969-1973, halfzuster van onderstaande
        2. Hernán Alessandri Morandé (1935-2007), theoloog, r.-k. priester, halfbroer van bovenstaande

      5. Rosa Ester Alessandri Rodríguez (1901/02-†onbekend), tr. Arturo Matte Larraín (1893-1980), minister, presidentskandidaat 1952
        1. Arturo Matte Alessandri (1924-1965)
          1. Magdalena Matte Lecaros (*1950), politica, minister van Volkshuisvesting en Stedelijke Planning 2010-2014, tr. Hernán Larraín Fernández (*1947), senator, voorzitter van de Senaat

## Galerij

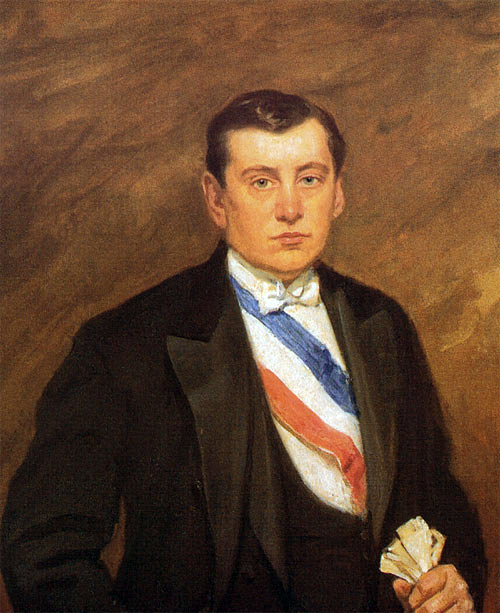
President Arturo Alessandri Palma (1868-1950)
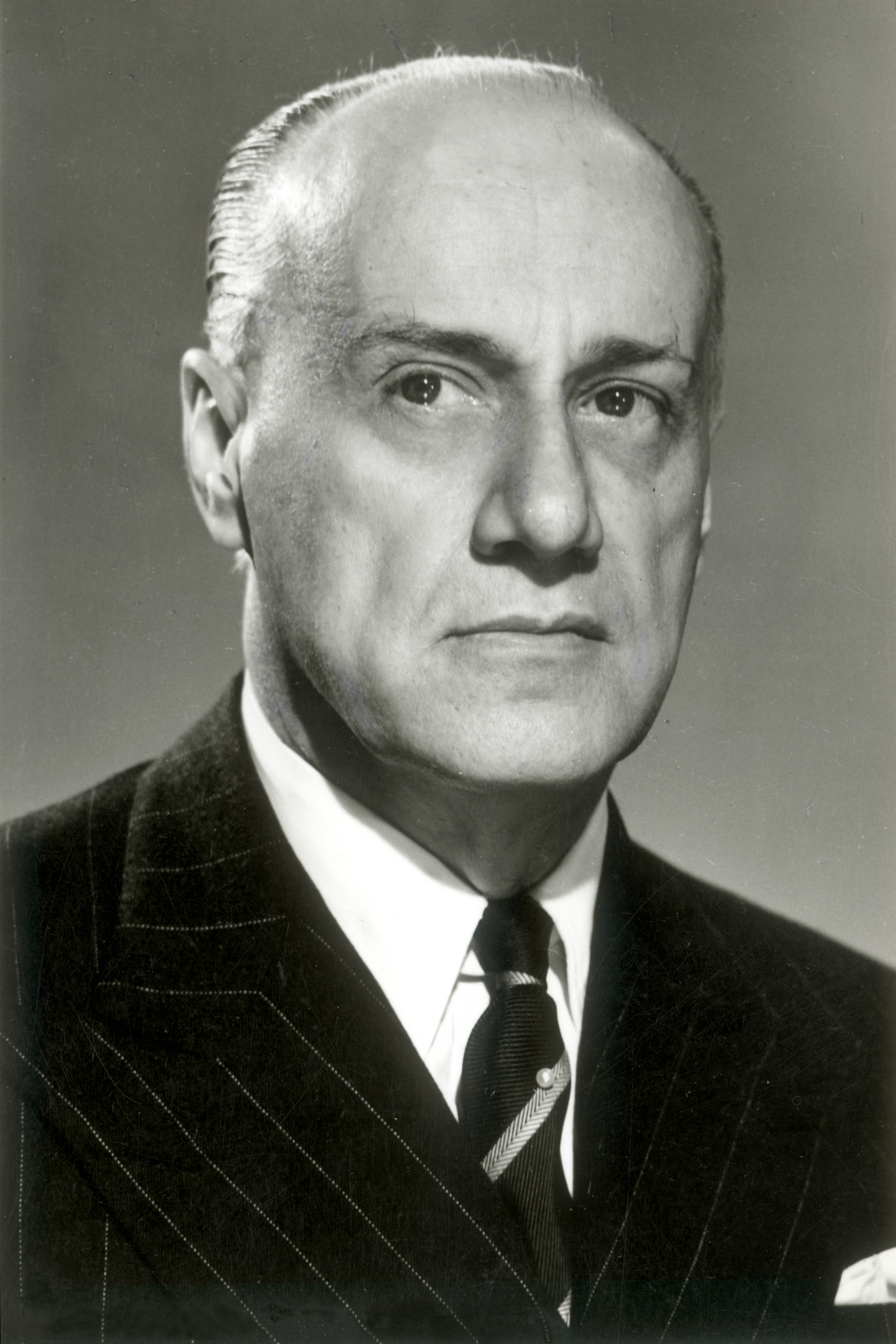
President Jorge Alessandri Rodríguez (1896-1986)
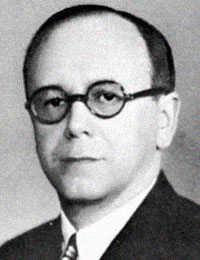
Presidentskandidaat Fernando Alessandri Rodríguez (1897-1982)
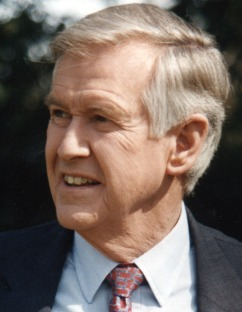
Presidentskandidaat Arturo Alessandri Besa (*1923)
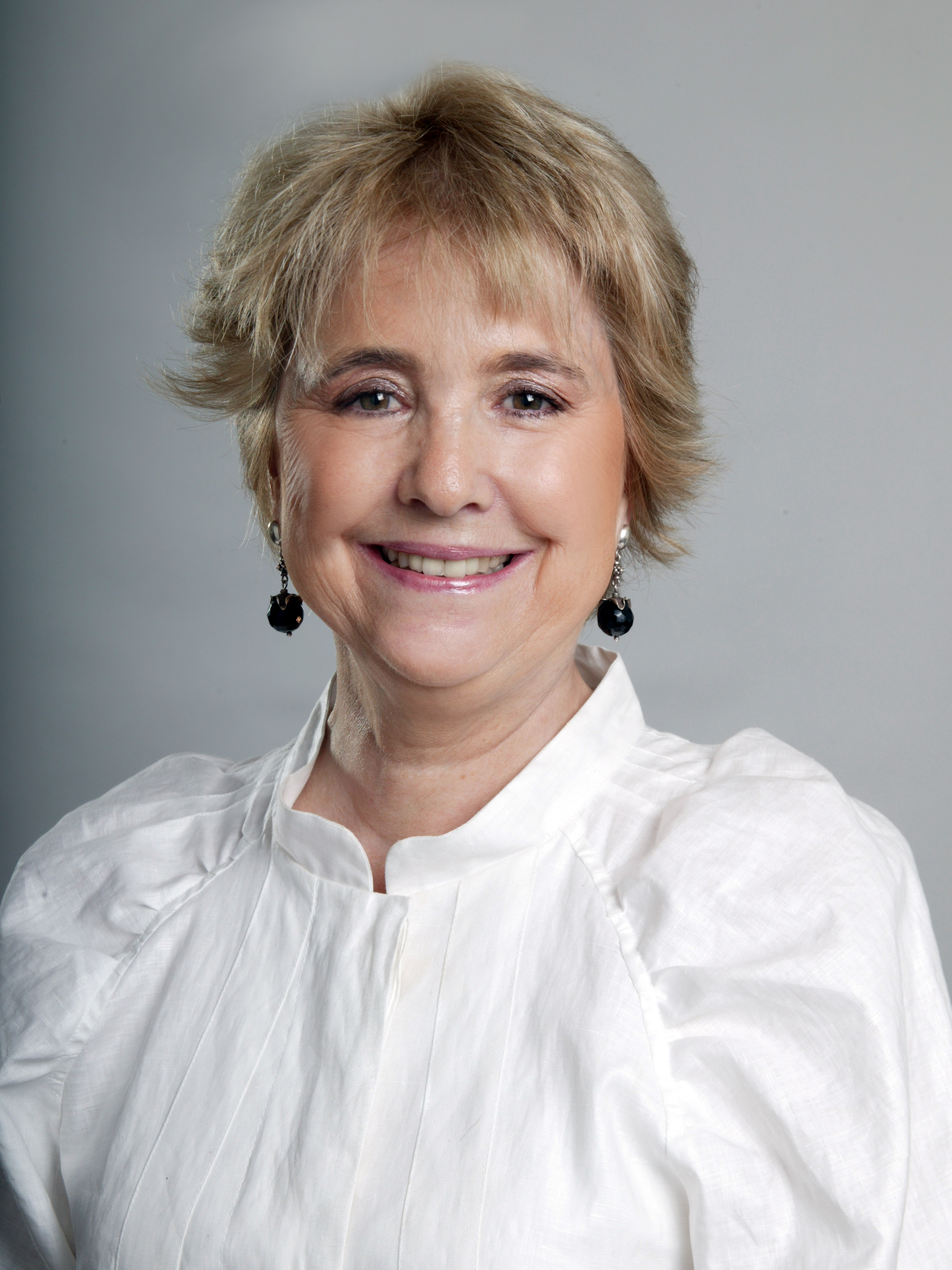
Minister Magdalena Matte Lecaros (*1950)